# Team Katusha Alpecin 2019
Questa voce raccoglie le informazioni riguardanti la squadra ciclistica Team Katusha-Alpecin nelle competizioni ufficiali della stagione 2019.

## Organico
Aggiornato al 21 gennaio 2019.

### Staff tecnico
|  | Naz.                  | Ruolo | Sportivo           |  |  |  |
|  | --------------------- | ----- | ------------------ |  |  |  |
|  | Portogallo (bandiera) | GM    | José Azevedo       |  |  |  |
|  | Belgio (bandiera)     | DS    | Dirk Demol         |  |  |  |
|  | Italia (bandiera)     | DS    | Claudio Cozzi      |  |  |  |
|  | Spagna (bandiera)     | DS    | Xavier Florencio   |  |  |  |
|  | Russia (bandiera)     | DS    | Dmitrij Konyšev    |  |  |  |
|  | Russia (bandiera)     | DS    | Gennadij Michajlov |  |  |  |
|  | Germania (bandiera)   | DS    | Erik Zabel         |  |  |  |

### Rosa
|  | Naz.                   |  | Sportivo           | Anno |  |  |
|  | ---------------------- |  | ------------------ | ---- |  |  |
|  | Italia (bandiera)      |  | Enrico Battaglin   | 1989 |  |  |
|  | Belgio (bandiera)      |  | Jenthe Biermans    | 1995 |  |  |
|  | Stati Uniti (bandiera) |  | Ian Boswell        | 1991 |  |  |
|  | Belgio (bandiera)      |  | Steff Cras         | 1996 |  |  |
|  | Belgio (bandiera)      |  | Jens Debusschere   | 1989 |  |  |
|  | Regno Unito (bandiera) |  | Alex Dowsett       | 1988 |  |  |
|  | Italia (bandiera)      |  | Matteo Fabbro      | 1995 |  |  |
|  | Portogallo (bandiera)  |  | José Gonçalves     | 1989 |  |  |
|  | Portogallo (bandiera)  |  | Ruben Guerreiro    | 1994 |  |  |
|  | Australia (bandiera)   |  | Nathan Haas        | 1989 |  |  |
|  | Austria (bandiera)     |  | Marco Haller       | 1991 |  |  |
|  | Svizzera (bandiera)    |  | Reto Hollenstein   | 1985 |  |  |
|  | Germania (bandiera)    |  | Marcel Kittel      | 1988 |  |  |
|  | Russia (bandiera)      |  | Pavel Kočetkov     | 1986 |  |  |
|  | Russia (bandiera)      |  | Vjačeslav Kuznecov | 1989 |  |  |
|  | Spagna (bandiera)      |  | Daniel Navarro     | 1983 |  |  |
|  | Germania (bandiera)    |  | Nils Politt        | 1994 |  |  |
|  | Sudafrica (bandiera)   |  | Willie Smit        | 1992 |  |  |
|  | Slovenia (bandiera)    |  | Simon Špilak       | 1986 |  |  |
|  | Russia (bandiera)      |  | Dmitrij Strachov   | 1995 |  |  |
|  | Regno Unito (bandiera) |  | Harry Tanfield     | 1994 |  |  |
|  | Danimarca (bandiera)   |  | Mads Würtz Schmidt | 1994 |  |  |
|  | Germania (bandiera)    |  | Rick Zabel         | 1993 |  |  |
|  | Russia (bandiera)      |  | Il'nur Zakarin     | 1989 |  |  |